# Archiwistyka społeczna
Archiwistyka społeczna – dziedzina archiwistyki, zajmująca się teoretycznymi i praktycznymi aspektami gromadzenia, przechowywania, opracowywania i udostępniania materiałów archiwalnych w archiwach społecznych, prowadzonych przez organizacje pozarządowe lub powstałych przy jednostkach samorządu terytorialnego jako efekt celowej działalności obywatelskiej. Archiwa te gromadzą niepaństwowy zasób archiwalny. 
Archiwistyka społeczna to dynamicznie rozwijająca się dziedzina życia społecznego. Obejmuje działalność fundacji, stowarzyszeń, bibliotek czy grup nieformalnych, które aktywnie przyczyniają się do rozwoju społeczeństwa obywatelskiego, mającego poczucie podmiotowości, oddolnie zapisującego swoją historię. Tomasz Czarnota ujmuje cechy archiwum społecznego następująco: „Archiwa społeczne powstają bezpośrednio dzięki społeczeństwu, ich zasób traktuje głównie o społeczeństwie (a nie o władzy)  i temuż społeczeństwu służy on przede wszystkim”. 
Wśród zbieranych przez archiwistów społecznych materiałów znajdują się między innymi fotografie czy nagrania wideo, dokumenty życia społecznego (np. legitymacje, dyplomy, zaproszenia, klepsydry), kroniki (np. szkolne, zakładowe), spuścizny. Dla archiwów społecznych cenna jest też historia mówiona – osobiste relacje zapisane w formie nagranego wywiadu. 
Archiwistyka społeczna często odznacza się lokalną skalą działalności, ale nie jest to regułą – zainteresowania archiwistów społecznych są szerokie i wykraczają także poza historię regionalną (obejmując np. historię grup zawodowych). Dziedzina ta, choć spontaniczna i oparta na pasji oraz społecznej partycypacji, posiada swoje narzędzia oraz wypracowaną przez lata metodologię, jest przedmiotem licznych badań naukowych i konferencji. 

## Archiwistyka społeczna w Polsce
Na ruch archiwistyki społecznej w Polsce składa się aktywność ponad 700 środowisk. Instytucją wspierającą zakładanie i rozwój archiwów społecznych w Polsce jest Centrum Archiwistyki Społecznej. Instytucja ta prowadzi szkolenia, organizuje wydarzenia kulturalne oraz wspierające sieciowanie i rozwój archiwistów społecznych (Kongres Archiwów Społecznych). Prowadzi także Bazę Archiwów Społecznych i oraz portal ZbiorySpoleczne.pl, który łączy zasoby w jednym miejscu prezentuje zasoby ponad 200 ośrodków. 